# Roberto Orci

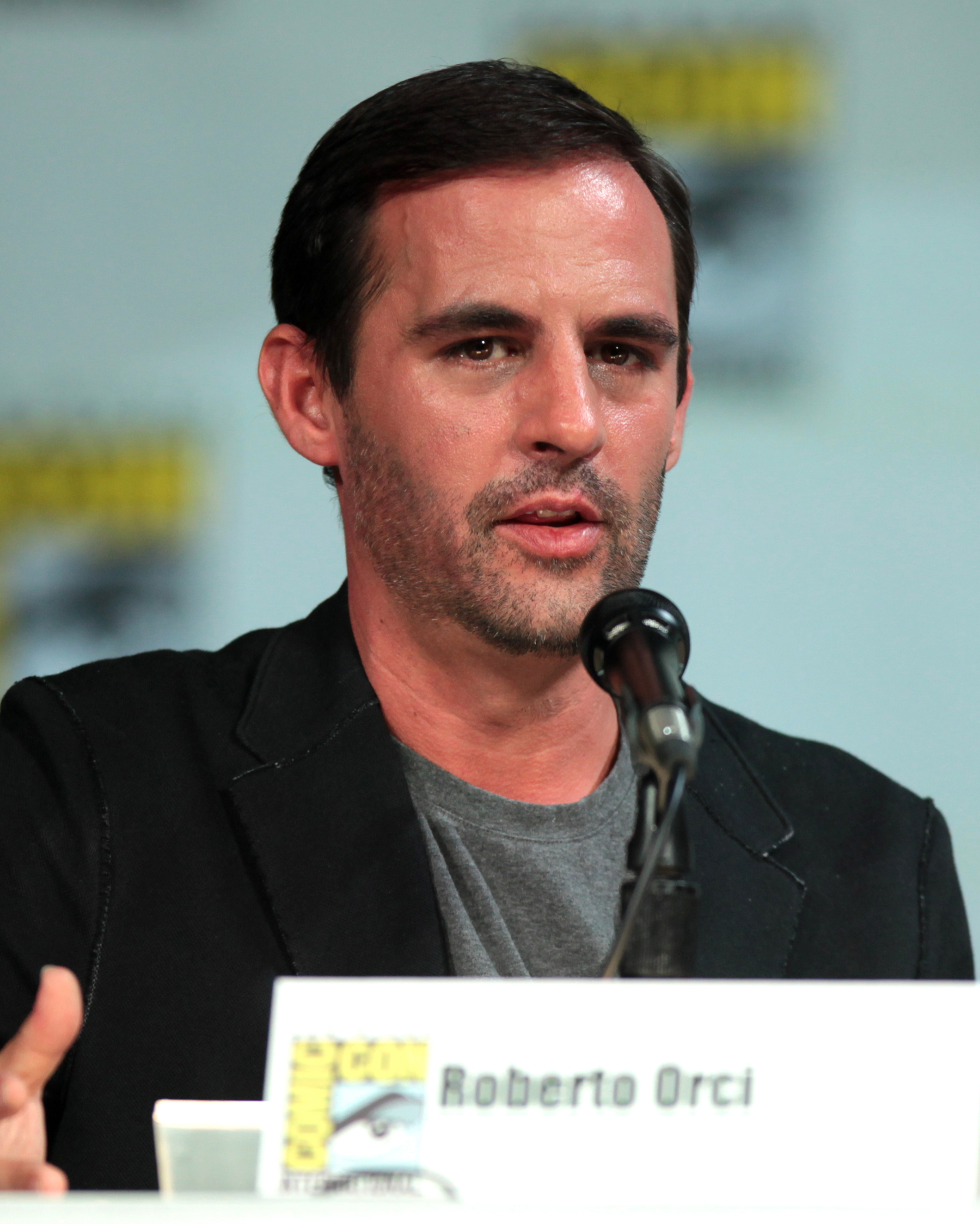
Roberto Orci (2014)

Roberto Orci (* 20. Juli 1973 in Mexiko-Stadt; † 25. Februar 2025 in Los Angeles, Kalifornien) war ein mexikanischer Drehbuchautor und Filmproduzent.

## Leben
Roberto Orci war der Sohn seines mexikanischen Vaters und seiner aus Kuba stammenden Mutter. Sein Bruder J. R. Orci ist ebenfalls als Produzent und Autor tätig. Seine Stiefschwester Courtney Ford ist Schauspielerin und die Ehefrau von Brandon Routh. Die Orcis verließen Mexiko 1983, ließen sich zunächst in Texas und später in Kalifornien nieder. Orci studierte an der University of Texas at Austin.
Mit dem Autor Alex Kurtzman begann Orci ab 1995 für verschiedene Fernsehserien zu arbeiten. Er schrieb Drehbücher unter anderem für Xena, Hercules oder Alias – Die Agentin. Ihr erster größerer Spielfilm war der von Michael Bay inszenierte Actionfilm Die Insel. Im Anschluss schrieben Orci und Kurtzman u. a. die Drehbücher zu den ersten beiden Transformers-Filmen sowie für den 2013 produzierten Science-Fiction-Film Star Trek Into Darkness. Außerdem entwickelten sie mehrere Serienprojekte, so Hawaii Five-0 und Sleepy Hollow, an denen sie auch als Produzenten beteiligt waren.
Orci war mit der Schauspielerin und Drehbuchautorin Adele Heather Taylor verheiratet. Er starb am 25. Februar 2025 infolge einer Nierenerkrankung.

## Filmografie (Auswahl)
Als Drehbuchautor
- 2001–2003: Alias – Die Agentin (Alias, Fernsehserie, zehn Episoden)
- 2005: Die Insel (The Island)
- 2005: Die Legende des Zorro (The Legend of Zorro)
- 2006: Mission: Impossible III (Mission: Impossible III)
- 2007: Transformers
- 2008–2013: Fringe – Grenzfälle des FBI (Fringe, Fernsehserie, Schöpfer)
- 2009: Star Trek
- 2009: Transformers – Die Rache (Transformers: Revenge of the Fallen)
- 2010–2020: Hawaii Five-0 (Fernsehserie, Schöpfer)
- 2011: Cowboys & Aliens
- 2012: Zeit zu leben (People Like Us)
- 2013: Star Trek Into Darkness
- 2013–2017: Sleepy Hollow (Fernsehserie, Schöpfer)
- 2014: The Amazing Spider-Man 2: Rise of Electro (The Amazing Spider-Man 2)

Als Produzent
- 2008: Eagle Eye – Außer Kontrolle (Eagle Eye)
- 2012: Zeit zu leben (People Like Us)
- 2013: Star Trek Into Darkness
- 2013: Die Unfassbaren – Now You See Me (Now You See Me)
- 2013: Ender’s Game – Das große Spiel (Ender’s Game)
- 2016: Star Trek Beyond
- 2016: Die Unfassbaren 2 (Now You See Me 2)

Als Executive Producer
- 2008–2012: Fringe – Grenzfälle des FBI (Fringe, Fernsehserie)
- 2009: Star Trek
- 2009: Selbst ist die Braut (The Proposal)
- 2010–2013: Transformers: Prime (Fernsehserie)
- 2010–2020: Hawaii Five-0 (Fernsehserie)
- 2013–2017: Sleepy Hollow (Fernsehserie)
- 2014: The Amazing Spider-Man 2: Rise of Electro (The Amazing Spider-Man 2)

## Auszeichnungen
- 2009: Writers Guild of America: Nominierung für den WGA-Award: Best Long Form – Original für Fringe – Grenzfälle des FBI (Fringe)
- 2009: Writers Guild of America: Nominierung für den WGA-Award: Best New Series für Fringe – Grenzfälle des FBI (Fringe)
- 2010: Goldene Himbeere: Auszeichnung für das Schlechteste Drehbuch für Transformers – Die Rache (Transformers: Revenge of the Fallen)